# Talara melanosticta
Talara melanosticta är en fjärilsart som beskrevs av Dyar 1914. Talara melanosticta ingår i släktet Talara och familjen björnspinnare. Inga underarter finns listade i Catalogue of Life.